# Namibia Premiership
La Namibia Premiership è la massima competizione calcistica della Namibia, organizzata dalla Federazione calcistica della Namibia e attiva dal 2022.

## Storia
Al termine della stagione 2018-2019, a causa dei ripetuti problemi economici e organizzativi della Namibia Premier League, la federazione nazionale revocò il patrocinio sul campionato, annunciando che avrebbe organizzato un nuovo campionato nazionale di vertice.
Una prima edizione sotto il nome di Namibia Premier Football League sarebbe dovuta iniziare nel 2021, ma l'inizio è stato spostato all'anno successivo per avere il tempo di trovare altri sponsor. La stagione inaugurale è stata quindi nel 2022, con il nome di Namibia Premiership, con la sponsorizzazione di Debmarine per 13 milioni di Dollari namibiani.

## Albo d'oro
| Stagione  | Campione      | Secondo        |
| --------- | ------------- | -------------- |
| 2022-2023 | African Stars | Blue Waters    |
| 2023-2024 | African Stars | Ongos          |
| 2024-2025 | African Stars | Young Africans |

## Vittorie per squadra
| Squadra       | Città    | Vittorie | Anni             |
| ------------- | -------- | -------- | ---------------- |
| African Stars | Windhoek | 3        | 2023, 2024, 2025 |

## Capocannonieri
| Anno      | Capocannoniere  | Squadra       | Reti |
| 2022-2023 | Willy Stephanus | African Stars | 20   |
| 2023-2024 | Willy Stephanus | African Stars | 16   |
| 2023-2024 | Rewaldo Prins   | Khomas Nampol | 16   |